# Libertação de São Pedro

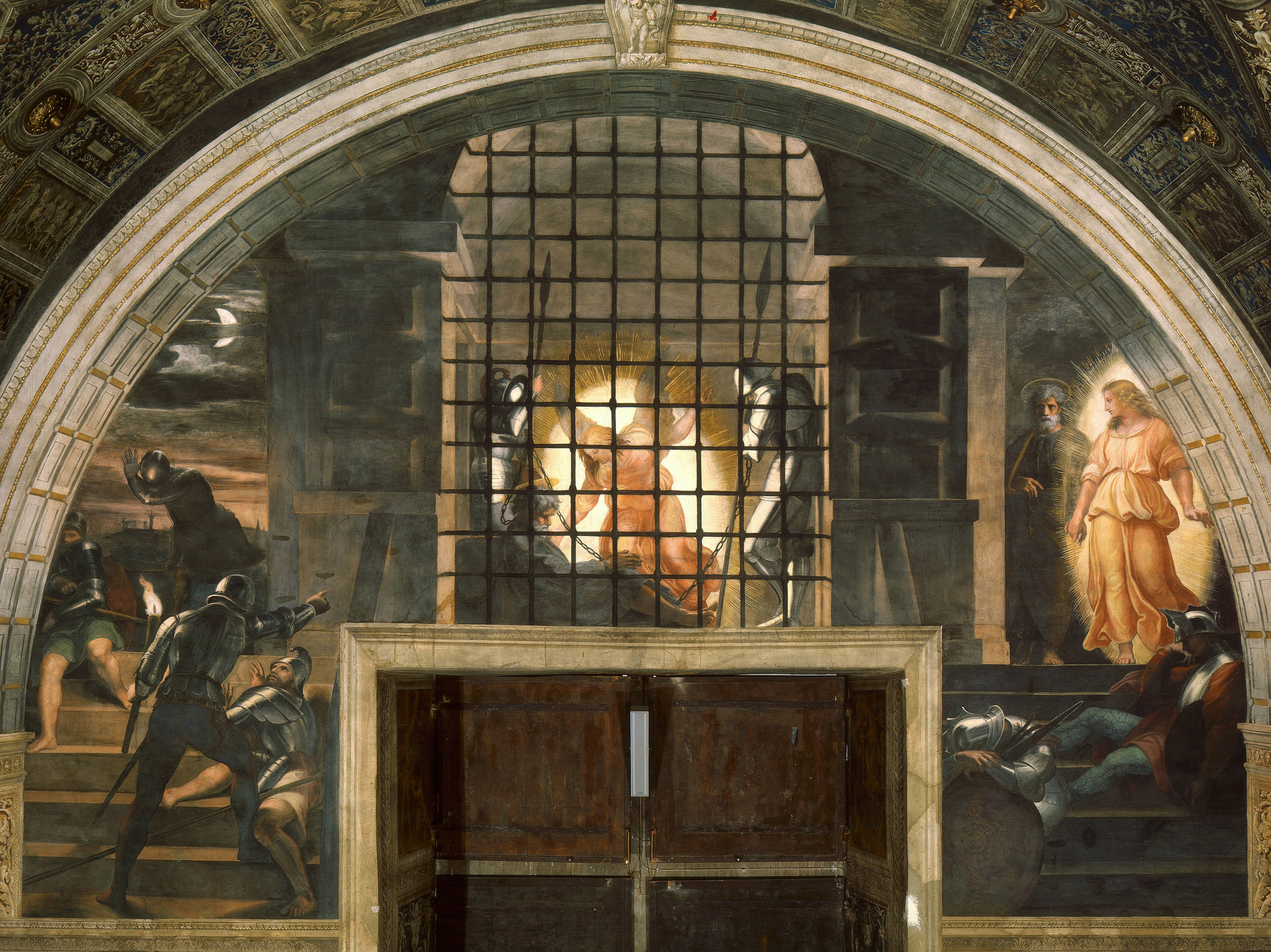
"A Libertação de São Pedro"
1514. Afresco de Rafael na Stanza de Rafael nos Museus Vaticanos.

A Libertação de São Pedro é um evento descrito em Atos 12 no qual Pedro é resgatado da prisão por um anjo. Embora o evento ocupe apenas 14 versículos (Atos 12:5–19), o episódio deu origem a várias discussões teológicas e foi retratado em inúmeras obras de arte.

## Narrativa bíblica

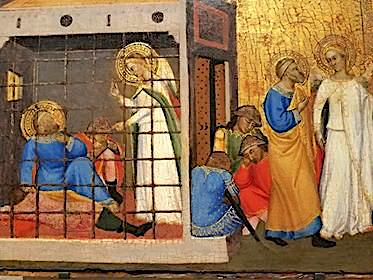
Apóstolo Pedro libertado da prisão, Jacopo di Cione, 1370–1371 (Museu de Arte da Filadélfia)

Segundo o relato em Atos 12, Pedro foi preso por ordem do tetrarca Herodes Agripa I, mas, na noite anterior ao seu julgamento, um anjo apareceu para ele pediu que ele fugisse. As correntes de Pedro se abriram sozinhas e ele seguiu o anjo, passando pelas sentinelas, até sair da prisão, sempre acreditando estar tendo uma visão. O portão de ferro que o levava a cidade se abriu sozinho e Pedro conseguiu escapar. Quando anjo então desapareceu repentinamente, Pedro compreendeu o que tinha acontecido. Ele correu para a casa de Maria, mãe de João Marcos, e foi recebido no portão pela criada Rode. Sem abrir o portão, ela correu e contou aos seus patrões que era Pedro, mas acusaram-na de ser louca apesar de sua insistência. Finalmente deixaram ele entrar e Pedro contou a história de sua fuga com a ajuda do anjo, solicitando que Tiago, o líder da Igreja de Jerusalém, fosse avisado. Herodes, quando descobriu a fuga de Pedro, interrogou as sentinelas e «mandou que fosse justiçadas» (Atos 12:19).

## Importância teológica
F. F. Bruce argumenta que "há indicativos fortes de uma intervenção divina direta" nesta narrativa. Ele contrasta o caso de Pedro com o de Tiago, cuja morte foi relata imediatamente antes (Atos 12:2), e nota que o motivo pelo qual "Tiago deveria morrer enquanto Pedro deveria escapar" é um "mistério da providência divina".
James B. Jordan sugere que este incidente se apresenta como um tupo de ressurreição para Pedro. Lembrando que um dos grandes temas dos Atos dos Apóstolos é o dos "servos de Cristo seguindo seus passos", argumenta que os eventos deste capítulo "recapitulam a ressurreição de Jesus". Amy-Jill Levine e Marianne Blickenstaff, como Jordan, correlacionam a desconfiança no relato de Rode a Lucas 24:1–12, no qual a maior parte dos discípulos se recusa a acreditar nas novas da ressurreição trazidas a eles por um grupo de mulheres.

## Representações artísticas

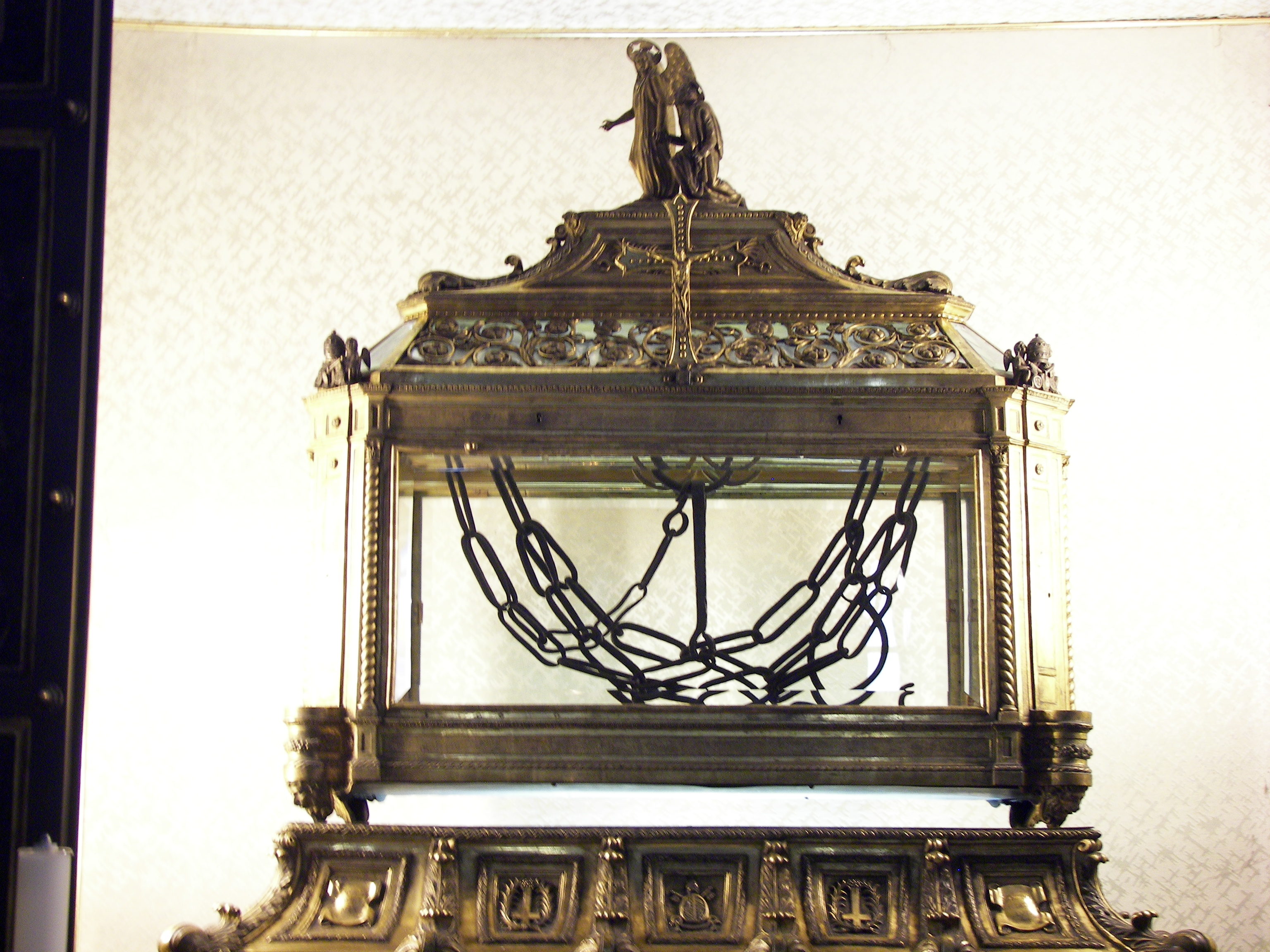
Correntes de São Pedro na igreja de San Pietro in Vincoli, em Roma.

Os seguintes artistas criaram obras de arte sobre este tema:
- Antonio de Bellis, "A Libertação de São Pedro"
- Battistello Caracciolo, "A Libertação de São Pedro"
- Giovanni Ghisolfi, "São Pedro Libertado da Prisão"
- Giovanni Lanfranco, "A Libertação de São Pedro"
- Gerrit van Honthorst, "São Pedro Libertado da Prisão"
- Bartolomé Esteban Murillo, "A Libertação de São Pedro"
- Filippo Lippi, "A Libertação de São Pedro" (afresco na Capela Brancacci)
- Pier Francesco Mola, "São Pedro Libertado da Prisão"
- Rafael, "A Libertação de São Pedro"
- Sebastiano Ricci, "A Libertação de São Pedro por um anjo"
- Bernardo Strozzi, "A Libertação de São Pedro"
- José de Ribera pintou a cena duas vezes:
  - "A Libertação de São Pedro" (1639), no Museu do Prado
  - "A Libertação de São Pedro da Prisão" (1642), na Gemäldegalerie Alte Meister.

## Outras referências
Diversas igrejas foram dedicadas a "São Pedro ad Vincula" ("São Pedro Acorrentado"), incluindo a famosa igreja de San Pietro in Vincoli, em Roma, que alega abrigar as correntes originais que prendiam as mãos de Pedro.
O tradicional festival de "São Pedro Acorrentado" era celebrado em 1 de agosto e estava incluído no Calendário Geral Romano até 1962 (veja Calendário Tridentino). Católicos tradicionalistas continuam a celebrá-lo. A Igreja Ortodoxa celebra a ocasião em 16 de janeiro.